# Paraidemona nuttingi
Paraidemona nuttingi är en insektsart som beskrevs av Yin, X.-c. och R.L. Smith 1989. Paraidemona nuttingi ingår i släktet Paraidemona och familjen gräshoppor. Inga underarter finns listade i Catalogue of Life.